# صلاحة (القفر)

تعديل مصدري - تعديل

صلاحة محلة تابعة لقرية الغبيب السافل، التابعة لعزلة بني جماعة بمديرية القفر إحدى مديريات محافظة إب في الجمهورية اليمنية، بلغ تعداد سكانها 59 حسب تعداد اليمن لعام 2004.